# Forte da Casa
Forte da Casa ist eine Ortschaft und ehemalige Gemeinde in Portugal. Bekannt sind seine Festungsanlagen aus dem frühen 19. Jahrhundert, denen hier ein Museum gewidmet ist.

## Geschichte
Als Oberbefehlshaber der portugiesisch-britischen Verteidigung gegen die Napoleonischen Invasionen ließ der britische General Arthur Wellesley, der spätere Duke of Wellington, 1810 eine Linie aus 152 Festungen errichten, den Linien von Torres Vedras. Im Gebiet der späteren Gemeinde Forte da Casa lagen einige dieser Festungen, die zum zweiten Festungsring der Linien von Torres Vedras gehörten. Eine größere Festung als Garnison wurde dabei mit dem Reduit Reduto da Serra da Albueira errichtet. Der zuständige Major Brandão de Sousa gab der Garnisonsfestung den Namen Forte Da Caza (dt. etwa Hausfestung). Aus diesem Fort entwickelte sich der heutige Ort.
Die Ortschaft gehörte zur Gemeinde Vialonga, bis sie am 12. Juli 1985 eine eigenständige Gemeinde im Kreis Vila Franca de Xira wurde. Am 30. Juni 1989 wurde Forte da Casa zur Kleinstadt (Vila) erhoben.

## Verwaltung
Forte da Casa war eine Gemeinde (Freguesia) im Kreis (Concelho) von Vila Franca de Xira, im Distrikt Lissabon. Am 30. Juni 2011 hatte die Gemeinde 11.050 Einwohner auf einer Fläche von 4,5 km².
Im Zuge der administrativen Neuordnung 2013 in Portugal wurde die Gemeinde Forte da Casa mit der Gemeinde Póvoa de Santa Iria zur neuen Gemeinde União de Freguesias de Póvoa de Santa Iria e Forte da Casa zusammengeschlossen. Hauptsitz der neuen Gemeinde wurde Póvoa de Santa Iria.

## Söhne und Töchter der Gemeinde
- Rafael Ferreira Silva (* 1993), Fußballspieler, besser bekannt als Rafa